# Six of Crows
 (décembre 2021).
La mise en forme du texte ne suit pas les recommandations de Wikipédia : il faut le « wikifier ».
Les points d'amélioration suivants sont les cas les plus fréquents. Le détail des points à revoir est peut-être précisé sur la page de discussion.
- Les titres sont pré-formatés par le logiciel. Ils ne sont ni en capitales, ni en gras.
- Le texte ne doit pas être écrit en capitales (les noms de famille non plus), ni en gras, ni en italique, ni en « petit »…
- Le gras n'est utilisé que pour surligner le titre de l'article dans l'introduction, une seule fois.
- L'italique est rarement utilisé : mots en langue étrangère, titres d'œuvres, noms de bateaux, etc.
- Les citations ne sont pas en italique mais en corps de texte normal. Elles sont entourées par des guillemets français : « et ».
- Les listes à puces sont à éviter, des paragraphes rédigés étant largement préférés. Les tableaux sont à réserver à la présentation de données structurées (résultats, etc.).
- Les appels de note de bas de page (petits chiffres en exposant, introduits par l'outil «  Source ») sont à placer entre la fin de phrase et le point final[comme ça].
- Les liens internes (vers d'autres articles de Wikipédia) sont à choisir avec parcimonie. Créez des liens vers des articles approfondissant le sujet. Les termes génériques sans rapport avec le sujet sont à éviter, ainsi que les répétitions de liens vers un même terme.
- Les liens externes sont à placer uniquement dans une section « Liens externes », à la fin de l'article. Ces liens sont à choisir avec parcimonie suivant les règles définies. Si un lien sert de source à l'article, son insertion dans le texte est à faire par les notes de bas de page.
- La présentation des références doit suivre les conventions bibliographiques. Il est recommandé d'utiliser les modèles {{Ouvrage}}, {{Chapitre}}, {{Article}}, {{Lien web}} et/ou {{Bibliographie}}. Le mode d'édition visuel peut mettre en forme automatiquement les références.
- Insérer une infobox (cadre d'informations à droite) n'est pas obligatoire pour parachever la mise en page.

Pour une aide détaillée, merci de consulter Aide:Wikification.
Si vous pensez que ces points ont été résolus, vous pouvez retirer ce bandeau et améliorer la mise en forme d'un autre article.
Six of Crows (titre original : Six of Crows) est un diptyque Young Adult de fantasy écrite par l’autrice américaine Leigh Bardugo et publiée en version originale par Henry Holt & Company en 2015,. La première traduction française est parue le 25 mai 2016 chez Milan dans leur collection page Turner.
L’histoire de Six of Crows est découpée en deux tomes. Le second a pour titre La Cité corrompue (Crooked Kingdom (en), 2016) et est sorti en France le 24 mai 2017. Ce diptyque s’inscrit dans le Grishaverse, l’univers créé par l’autrice dans lequel prennent aussi place la première trilogie Grisha et le diptyque King of Scars (en), dans laquelle on poursuit l'intrigue du personnage récurrent de Nina Zenik.

## Intrigue
L’intrigue prend place dans la ville de Ketterdam (librement inspirée de la ville néerlandaise Amsterdam), capitale de Kerch. Le conseiller Hoede teste une drogue du nom de Jurda Parem sur une Grisha Soigneuse. La drogue multiplie ses capacités, et cela plus que prévu, lui permettant de contrôler et manipuler les esprits humains. Elle parvient à s’échapper après avoir paralysé Hoede et ses gardes, mais elle est retrouvée morte quelques jours plus tard.
Le riche marchand Jan Van Eck divulgue les résultats de l’expérience de Hoede à Kaz Brekker, un adolescent prodige des vols et autres crimes, et le charge de retrouver et sauver le créateur du Jurda Parem : Bo Yul-Bayur, emprisonné au Palais de Glace, une prison inviolable située à Fjerda. Cette mission a pour but de prévenir l’existence de cette drogue et qu’elle ne soit pas dévoilée au grand jour.
Kaz accepte pour un prix élevé et commence à réunir son gang : Inej Ghafa, son bras droit et espionne ; Nina Zenik, une Grisha Caporalki qui a pour objectif personnel de faire libérer Matthias Helvar, un ancien soldat drüskelle Fjerdan détenu à Hellgate par sa faute ; et Jesper Fahey, un tireur Zemeni.
Ensemble, ils libèrent Matthias, qui accepte de les aider en échange d’une grâce qui lui permettrait de réintégrer les rangs des drüskelle. Kaz embauche également Wylan Van Eck, le fils fugueur de Jan Van Eck, comme un expert en explosifs mais également comme otage si Jan Van Eck revenait sur leur accord. Alors qu’ils s’apprêtaient à quitter Ketterdam, la bande repousse une embuscade de gangs rivaux ; après avoir torturé un ennemi, Kaz apprend que le chef de gang Pekka Rollins, l’homme responsable de la mort de son frère Jordie, recherche également le créateur du Jurda Parem.
Kaz explique son plan à sa bande : ils entreront dans la Prison de Glace comme détenus, ils traverseront le secteur de l’ambassade par le toit et se déguiseront en dignitaires étrangers lors d’un festival. Après avoir trouvé et libéré Yul-Bayur de l’île Blanche, le cœur le plus sécurisé de la prison, ils sortiront du secteur de l’ambassade.
En arrivant à Fjerda, deux Grisha drogués au Jurda Parem et portant le symbole du gouvernement Shu attaquent le groupe. Les Crows l’emportent, mais Nina reconnaît l’un de leurs assaillants comme un vieil ami qui lui réclame une nouvelle dose de Jurda Parem avant de succomber à ses blessures.
Troublée par leur mort et persuadée qu’ils auraient survécu s’ils n’avaient pas été drastiquement affaiblis par la drogue, Nina décide de les enterrer. Matthias l’aide. En se retrouvant tous les deux, ils trouvent l’occasion de discuter de leur passé commun.
Matthias se réconcilie avec Nina après avoir appris la vérité et décide d’aider à l'assassinat de Yul-Bayur, tous deux reconnaissant que le Jurda Parem est une menace pour les Grisha et les Fjerdans.
La bande intercepte un fourgon rempli de prisonniers se rendant au Palais de Glace et prennent la place de six d’entre eux. Kaz s'évanouit à cause de sa claustrophobie, et quelques fragments de son passé sont révélés.
Kaz se réveille lorsqu’ils pénètrent le Palais de Glace. Les garçons et les filles se divisent en deux groupes.
Jesper se révèle aux autres comme étant un Grisha Fabrikator alors qu'il façonne un cadenas. Kaz libère Nina et Inej de leurs cellules pendant que Matthias et Jesper regroupent le maximum de cordes qu’ils peuvent.
Kaz part avec Nina afin de trouver la cellule de Yul-Bayur mais ils se séparent. Kaz dévie vers une cellule où il rencontre Pekka Rollins. Nina est repérée par des gardes qui déclenchent l’alarme avant qu’elle ne puisse les tuer.
Elle s’empresse d’aller au sous-sol où Inej a escaladé un incinérateur jusqu’au toit afin de sécuriser une issue.
Avec l’alarme de la prison enclenchée, leur plan est ruiné. Ils improvisent afin d’atteindre le centre névralgique du Palais de Glace. Inej et Nina prennent la place de deux filles de la Ménagerie, mais Nina parvient à s’échapper. Matthias et Kaz se cachent sous un pont secret, connu uniquement par les drüskelles. Jesper et Wylan essaient de détruire la porte principale du Palais afin d’éteindre l’alarme.
Tandis qu’elle essaie de soutirer des informations à un officier Fjerdan, Nina est surprise de voir Jarl Brum, le chef des drüskelles et ancien commandant du navire sur lequel elle était prisonnière. Brum appâte Nina dans une cellule de prison itinérante spécialement conçue pour les Grishas. Matthias arrive et semble avoir trahi Nina mais il finit par se rebeller contre son ancien commandant et libère Nina tout en faisant un vœu drüskelle sacré promettant de la protéger jusqu’à sa mort.
Ils continuent de chercher Yul-Bahur avant d'apprendre sa mort. Son fils, Kuwei Yul-Bo, est en vie et contraint de reprendre les recherches de son père. Nina et Matthias renoncent à le tuer car c’est un Grisha âgé de seulement quinze ans.
Ils prennent donc l’adolescent avec eux et font exploser le laboratoire après leur passage. Ils retrouvent Kaz, et s’échappent par une cascade découverte par Kaz après qu’il a détruit l’arbre au centre de l’île Blanche. Pendant ce temps, Inej est repérée par la patronne de la Ménagerie, Heleen Van Houden, qui informe les gardes de la réelle identité de la jeune femme. Jesper et Wylan la sauvent et détournent un char Fjerdan qui leur permet de s’échapper tout en essayant de retrouver leurs compagnons.
Ils finissent par arriver au port où ils sont supposés trouver le bateau qui les ramènera à Ketterdam. À la place, ils se retrouvent face à un régiment fjerdan qui les attend de pied ferme. Une Grisha Caporalki est sous l’emprise du jurdaparem. Sans autre choix, Nina prend une dose de la drogue interdite et combat le régiment. Brum et une équipe drüskelle arrivent, mais avant qu’elle ne les tue, Matthias intervient et la supplie de les laisser en vie, ce que Nina accepte.
Le gang des Crows rejoint donc Ketterdam en sécurité, avec une Nina souffrante du manque de drogue. Ils la laissent avec Wylan pendant que le reste de la bande apporte Kuwei à Jan Van Eyck. Hélas, Van Eck, leur révèle que la seule chose qu’il souhaitait était la recette de cette drogue pour créer un nouveau commerce. Il coule leur bateau même si Kaz lui dit que son fils se trouve à bord. Van Eyck ne s’en soucie pas, il a lui-même déshérité son fils car il est analphabète.
Kaz révèle à son ennemi que le garçon qu'il pense être Kuwei est en réalité son propre fils façonné par Nina afin de lui ressembler. Furieux de cette ruse, Van Eyck kidnappe Inej à l’aide de Grishas sous l’influence du Jurda Parem et donne à la bande sept jours pour lui ramener le réel Kuwei.
Ne souhaitant pas mettre en danger Inej, Kaz laisse le marchand s’en aller. Kaz et le restant de la bande vont voir Pekka Rollins, qui a été libéré du Palais de Glace par Kaz et désormais de retour à Ketterdam. Kaz lui vend ses parts du Crow Club et le Fifth Harbour afin de récolter l’argent dont il a besoin. Puis il élabore un nouveau plan afin de secourir Inej et d’avoir l’argent qui leur a été promis.

## Personnages
Le narrateur omniscient et l’alternance des points de vue permet au lecteur de s’immerger dans l’histoire et de connaître chacun des six protagonistes.

### Kaz Brekker
Aussi connu sous le nom de Dirtyhands ("mains sales"), Kaz est âgé de dix-sept ans. C’est un maître dans l’art de voler, avec la réputation d'être cruel et sans pitié. Il est le lieutenant des Dregs (un des gangs de Ketterdam), car il se distingue par son talent en termes de stratégie. Il est haptophobe ( phobie du contact humain ) à cause d’un traumatisme survenu dans son enfance et boite de la jambe gauche à cause d’une fracture mal soignée.
Il est décrit comme très pâle, avec des cheveux noirs et des yeux bruns et sombres. Il utilise une canne, faite par un fabrikator grisha, avec une tête de corbeau en guise de manche, pour l'aider à marcher mais également utilisée comme arme.

### Inej Ghafa
Âgée de seize ans, elle est d’origine Suli et est connue comme le Spectre (The Wraith en version originale). Elle est espionne pour les Dregs mais aussi le bras droit de Kaz. Ses armes préférées sont les couteaux qu’elle nomme suivant les noms des différents saints. Sa famille faisait partie des gens du voyage et se produisait dans des cirques. Elle était funambule, ce qui explique son extrême agilité et souplesse.
Elle a été capturée par des esclavagistes et enfermée dans une maison close avant que Kaz ne vienne la libérer. Elle est décrite comme petite, avec une peau bronzée et des cheveux noirs, toujours noués en tresse.

### Wylan Van Eck
C’est le fils déshérité d’un marchand avec de grands talents pour les explosifs, âgé de seize ans. Il est dyslexique, mais c’est un excellent mathématicien, dessinateur et musicien. Il est décrit comme ayant une peau très pâle et de jolies boucles rousses.

### Matthias Helvar
C’est un ancien drüskelle (chasseur de grisha) de dix-huit ans, originaire de Fjerda. Il est tiraillé entre sa haine des grishas et son amour pour Nina Zenik. Il est le plus âgé de la bande, le plus grand et le plus musclé. Il est décrit comme blond et avec de grands yeux bleus et une peau pâle.

### Nina Zenik
Elle a dix-sept ans. C’est une Grisha Caporalki très puissante, et ancienne espionne de la Seconde Armée Ravkanne. Elle a une peau claire, de beaux cheveux bruns et des yeux verts. Elle est décrite comme ronde et voluptueuse. Elle adore manger et est bisexuelle.

### Jesper Fahey
Il a dix-sept ans. C’est un tireur Zemeni avec une sérieuse addiction au jeu. Il est décrit comme grand et maigre, avec une peau noire et des yeux gris. Il cache ses origines grishas depuis toujours par peur d’être kidnappé ou tué. Il n’est jamais loin de ses revolvers en perles. Il est bisexuel et est un bon ami avec le reste des Crows.

### Jan Van Eck
Homme riche et éminent marchand qui est établi au Conseil Marchand de Ketterdam. Il est le père abusif de Wylan.

### Pekka Rollins
Chef du gang des Dime Lions et le premier ennemi de Kaz. Il reste un personnage assez mystérieux et flottant.

## Accueil

### Critique de la presse

#### Aux États-Unis
The New-York Times recommande Six of Crows comme finaliste pour le concours YA Crossover : “Il y a un conflit entre moralité et immoralité et un certain appétit pour la violence qui peut faire penser à celle de Game of Thrones. Mais pour chaque échange sanglant, il y a des pages de dialogues crépitantes et des descriptions somptueuses. Bardugo plonge dans son monde, avec tous ses sons et ses couleurs. Si vous ne faites pas attention, ce roman vous volera tout votre temps."Six of Crows est aussi inclus dans leur liste des « 7 bons romans de fantasy pour les adolescents ».
The Hollywood reporter a qualifié cet diptyque de parfait mélange entre Ocean’s 11 et Game of Thrones.
The Guardian opine que la trame du roman « éclate d’action et déborde de suspens dès la première page… pages que nous ne voyons pas se tourner… avec des transitions entre les chapitres et les différents point de vue qui tiennent vraiment le lecteur en haleine ».
NPR books a critiqué les personnages, défendant que des adolescents ne se conduisent pas de cette manière. Cette bande montre plutôt la sagesse et les traits de personnalité de personnes beaucoup plus âgées.
Il a été félicité dans de nombreux médias pour son inclusivité et sa diversité, avec des personnages LGBT, handicapés, avec des corps différents, des religions diverses et des ethnies multiples.

## Récompense
| Année | Récompense                              | Catégorie                                              | Résultat | Référence |
| ----- | --------------------------------------- | ------------------------------------------------------ | -------- | --------- |
| 2015  | Goodreads Choice Awards                 | Meilleure Fantasy de Young Adult et de Science Fiction | Nommé    | [ 11 ]    |
| 2016  | El Premio El Templo de las Mil Puertas  | N/A                                                    | Lauréat  | [ 12 ]    |
| 2017  | Pennsylvania Young Reader Choice Awards | Meilleur Young Adult                                   | Lauréat  | [ 13 ]    |
| 2017  | Milwaukee County Teen Book Award        | N/A                                                    | Nommé    | [ 14 ]    |
| 2017  | Missouri Gateway Readers Award          | N/A                                                    | Nommé    | [ 15 ]    |
| 2017  | Hea Nooteraamat                         | Best Youth Books                                       | Lauréat  | [ 16 ]    |
| 2018  | Linkcoln Award                          | N/A                                                    | Lauréat  | [ 17 ]    |
| 2018  | Evergreen Teen Book Award               | N/A                                                    | Nommé    | [ 18 ]    |
| 2018  | Rhode Island Teen Book Award            | N/A                                                    | Nommé    | [ 19 ]    |

## Adaptation
En janvier 2019, Netflix signe une série de huit épisodes basés sur la trilogie Grisha et sur Six of Crows intitulée Shadow and Bone : La Saga Grisha, avec Éric Heisserer comme showrunner. Bardugo est aussi employée comme une des principales productrice de la série
Le tournage a commencé en 2019 avec Freddy Carter dans le rôle de Kaz, Amita Suman dans celui d’Inej, Kit Young comme Jesper, Danielle Galligan comme Nina et Calahan Skogman dans le rôle de Matthias. Wylan n'apparaît pas dans la série mais il est prévu dans la seconde saison. La première saison suit l’intrigue du tome 1 de la trilogie Grisha et sert de préquelle à la duologie Six of Crows, plantant le décor en perspective d’une future adaptation du roman.
Une seconde saison a été commandée en 2022. Après une performance jugée décevante par Netflix, l'annulation de la saison trois est annoncée le 15 novembre 2023.